# Trichopteryx incerta
Trichopteryx incerta är en fjärilsart som beskrevs av Katsumi Yazaki 1978. Trichopteryx incerta ingår i släktet Trichopteryx och familjen mätare. Inga underarter finns listade i Catalogue of Life.